# 大鰭尖鱸
大鰭尖鱸為輻鰭魚綱鱸形目鱸亞目尖嘴鱸科的一種，分布於東印度洋西澳大利亞海域，為溫帶海水魚，棲息在軟底質底層水域，生活習性不明。